# Leslie Savage
Leslie Savage (Sutton, 16 marzo 1897 – Worthing, 26 agosto 1979) è stato un nuotatore britannico, specializzato nello stile libero.

## Palmarès
- Giochi olimpici

Anversa 1920: bronzo nella staffetta 4x200 metri stile libero.